# Грегорі з Агрідженто

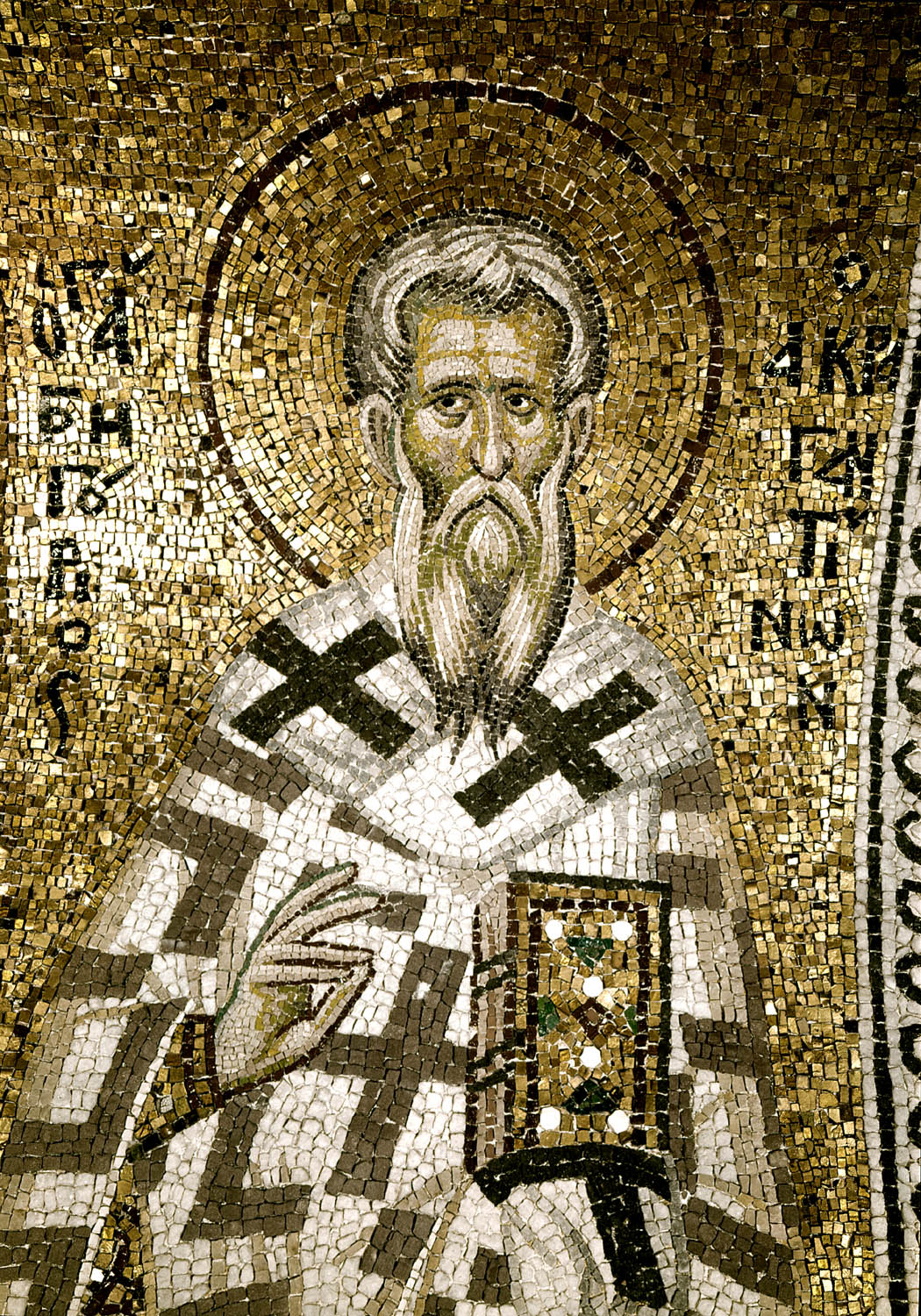
Частина мозаїки із зображенням Григорія на арці в церкві Паммакарістос у Стамбулі (кінець 13-початок 14 ст.)

Грегорі (559–630) — єпископ Агрідженто  з 590 до принаймні 603 року та кореспондентом Папи Григорія I. Він є ймовірною темою житій двох напівлегендарних святих і можливим автором коментаря до Еклезіаста, хоча обидва ці ідентифікації були поставлені під сумнів.

## Біографія
Згідно з його біографією, Григорій народився поблизу Агрідженто на Сицилії у 559 р. Його матір звали Теодот. У вісімнадцятирічному віці вирушив у паломництво до Святої Землі, подорожуючи через Карфаген до Триполі. Був майже проданий в рабство науклеросом (судновласником) у Карфагені. Розповідь про його подорожі в  біографії мають романтичний характер і, здається, вплинула на Життя Грегенція X століття.
Перебуваючи в Єрусалимі, він був рукоположений на диякона Патріархом Макарієм II (бл. 563 – бл. 575). Повернувся до Агрідженто через Константинополь і Рим. У 590 році дві фракції зі своїми відповідними кандидатами на вакантну кафедру Агрідженто вирушили до Риму, щоб отримати рішення папи. Папа Григорій проігнорував обох кандидатів і висвятив Григорія Агріджентського. Коли Папа обрав його, він ховався в монастирському саду задля стриманість для високої посади.
Біографія приписує Григорію освіту в галузі класики, риторики та теології. Кажуть, що він багато разів читав Житіє Василя Кесарійського і Страсті Святих Маккавеїв. На прохання єпископа він інтерпретував для групи дияконів твори Григорія Богослова. Життєписець вихваляє його як другого Златоуста. Чудом він зміг постійно постити. Йому також приписують чудеса зцілення.
До 591 року Григорій був помилково звинувачений у протиправних діяннях і ув’язнений- Згідно з біографією, обвинувачами були якісь Сабін і Кресценцій. Папський лист від серпня 591 року наказав йому з’явитися разом з єпископами Катанії та Палермо перед іподяконом Петром, папським представником. У листопаді 592 р. папа писав єпископу Максиміану Сіракузському з вимогою негайно надіслати обвинувачів Григорія та деякі документи до Риму. У цьому листі Папа посилається на лист, який він адресував Григорію, який не зберігся. За деякими джерелами був скинутий з престолу у 594 році, але папа в листі називає Григорія все ще єпископом у січні 603 року. Згідно з деякими джерелами, помер у 630 році.

## Агіографія

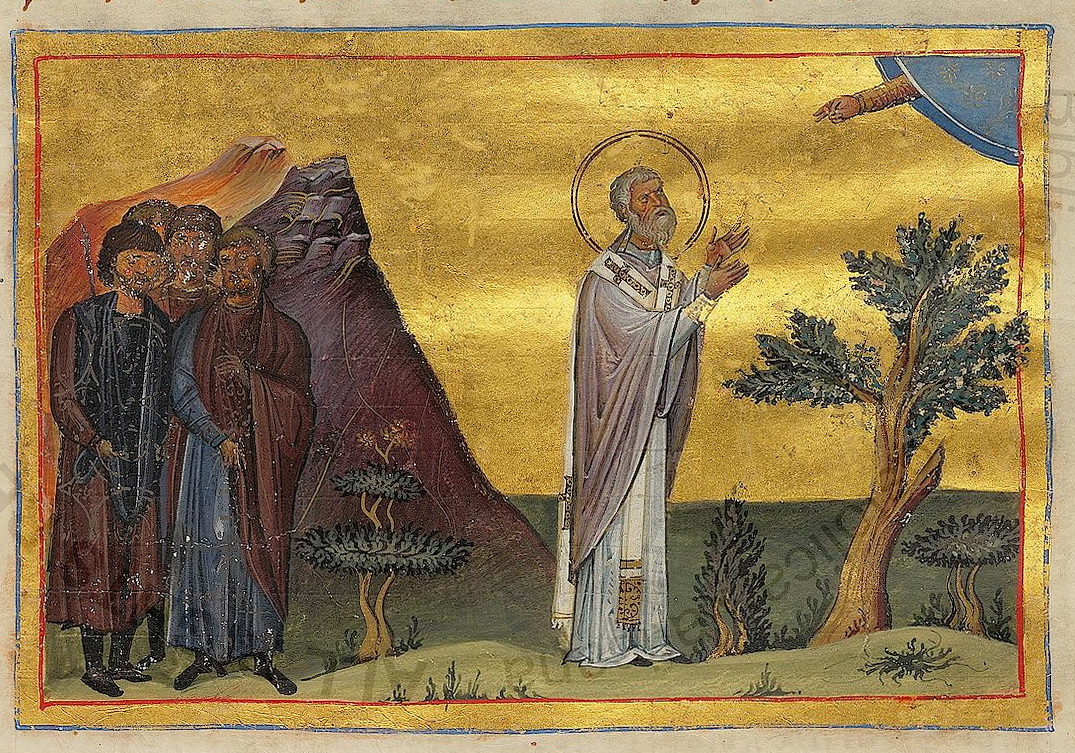
Григорій, зображений у Менологіоні Василя II (бл. 1000)

Життя Григорія написав Леонтій з монастиря Сан-Саба в Римі. Його повна назва — Оповідь про життя святого Григорія, єпископа церкви Агрідженто. Це довгий твір грецькою мовою. Його переклав на латинську мову в XVIII столітті Стефано Антоніо Морчеллі. Два останніх редактори не погоджуються щодо дати його складання та відносної історичності. Альбрехт Бергер відносить його до періоду між 750 і 828 роками на тій підставі, що він спирається на пожертвування Костянтина (невідоме до середини VIII століття). Він відкидає ранню дату на тій підставі, що немає жодних доказів грекомовних монастирів у Римі до 649 року. Джон Мартин, аргументуючи відповідність між біографією та папськими листами, призначає її ранній дата близько 640 р. За деякими даними, Леонтій помер у 688 р., якщо він є автором.
Розходяться і оцінки редакції щодо історичної цінності біографії Григорія. Для Бергера, «хоча він має історичне ядро, [воно] значною мірою є легендарним». Він не думає, що історичною особою в основі був єпископ. Для Мартина це «важливий сучасний документ про міста, духовенство та людей Агрідженто, Єрусалима, Антіохії, Константинополя та Риму під час» папства Григорія I і одне з небагатьох джерел VII століття про Сицилію. У життєписі та в оповіді в Константинопольському Синаксарі є суперечності.  Останнє має його живим під час патріархату Макарія II та правління імператора Юстиніана II (685–711) понад століття по тому. Біографія зображує його як сучасника монофелітської суперечки, що почалася в 629 році. Коли його заарештовують в Агрідженто, імператор Юстиніан втручається в папу, щоб добитися його звільнення. Біографія зображує сицилійський єпископат як підтримку Григорія проти папства і загалом має антипапський тон. Морчеллі у своєму латинському виданні стверджував, що антипапський тон випливає з деяких памфлетів, спрямованих проти Григорія I, які поширювалися в Римі після його смерті. Для Морчеллі це було свідченням ранньої дати біографії.
Біографія Григорія збереглася в двадцяти рукописах. Окрім оригінальної роботи Леонтія ( BHG 707), є також біографія (BHG 708) Нікетаса Давида Пафлагона (фл. c. 900). Таким текстом користувався упорядник Симеон Метафраст у X столітті. Це був один із лише 14 текстів із 148, які Симеон залишив недоторканими і не переробив, і один із семи, які він пообіцяв читачеві з задоволенням прочитати. Є також дві коротші переробки біографії Леонтія, одна (BHG 707p), приписувана Марку, гегумену з Сан-Саби, а інша (BHG 708f) анонімна.
Свято Григорія відзначається 23 або 24 листопада у Східній Православній Церкві. Це 24 листопада у творі Симеона Метафраста. Його ввів до Римського мартиролога кардинал Цезар Бароній 23 листопада. Про популярність культу Григорія можна судити по великій кількості збережених його іконографічних зображень.

## Коментар доЕкклезіаста

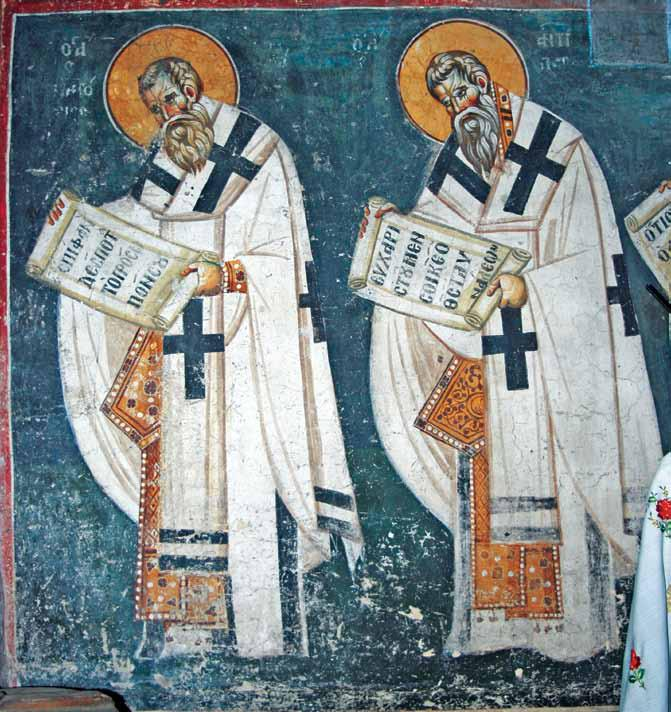
Фреска із зображенням Григорія та Антипи Пергамських у церкві Богородиці Перивлепта в Охриді (13 ст.)

Агіографія містить перелік творів Григорія, одна з яких присвячена святому Андрію, названому «головним» (koryphaios) з апостолів.  Грецький коментар до Еклезіаста традиційно приписується єпископу Агрідженто. Деякі відкидають цю атрибуцію, які вважають, що екзегет писав за часів Юстиніана II. Оскільки найдавніші рукописи коментарів датуються VIII або IX століттям, коментатор можна надійно віднести лише до VII століття. Результатом цієї теорії є існування двох різних Григорій з Агрігента, єпископа (фл. c. 600) і екзегета (фл. c. 700).
Коментар, приписуваний Григорію, вважається одним із найкращих на Еклезіаста з давнини. 

## Подальше читання
- Berger, Albrecht, ред. (1995). Das Leben des heiligen Gregorios von Agrigent: Kritische Ausgabe, Übersetzung und Kommentar. Akademie Verlag.
- Ettlinger, G. H. (1986). The Form and Method of the Commentary on Ecclesiastes by Gregory of Agrigentum. Studia Patristica. 18 (1): 317—320.
- Martyn, John R. C., ред. (2004). A Translation of Abbot Leontios' Life of Saint Gregory, Bishop of Agrigento. Edwin Mellen Press.